# Kapitał symboliczny
Kapitał symboliczny to jedna z kluczowych kategorii teorii francuskiego socjologa Pierre'a Bourdieu. Kapitał symboliczny jest formą jaki przyjąć może każdy z podstawowych wyróżnionych przez Bourdieu kapitałów (ekonomiczny, społeczny, kulturowy) oraz ich bardziej szczegółowe pod-typy, jak np. kapitał prawny, czy inne kapitały specyficzne właściwe poszczególnym polom. Uzyskanie przez dany kapitał charakteru kapitału symbolicznego oznacza że ma on powszechne społeczne uznanie, nie jest więc kontestowany, a samo jego posiadanie budzi ogólny szacunek. Posiadanie kapitałów w tej formie daje możliwość sprawowania przy ich pomocy władzy symbolicznej z użyciem przemocy symbolicznej. Autorytet ich posiadaczy jest bowiem przyjmowany bezrefleksyjnie. Kapitały nie posiadające aspektu kapitału symbolicznego w danym społeczeństwie nie dają tak powszechnego uznania. Ich przykładem może być kapitał polityczny w kraju targanym protestami przeciw władzom, lub kapitał ekonomiczny przedsiębiorców postrzeganych jako "nowobogackich".